# Jean Texcier
Pour les articles homonymes, voir Jean Texier. En particulier, ne pas doit pas être confondu avec son homonyme également journaliste.
Jean Texcier, né à Rouen le 6 octobre 1888 et mort le 22 mars 1957 à Paris, est un peintre, illustrateur et journaliste français, porteur de parts de Paris-Normandie.
Sous le pseudonyme de Jean Cabanel, il rédige des portraits d'auteurs contemporains.

## Biographie
Né d’un père républicain, fondateur du journal La Dépêche de Rouen, Jean Texcier adhère au Parti ouvrier français en 1903. Alors qu’il est étudiant en droit, il fonde le journal l’Étudiant de Rouen. En 1909, il rejoint la SFIO. Il est membre du groupe des étudiants socialistes révolutionnaires, fondé en 1911. 
Il s’engage pendant la Première Guerre mondiale, envoyant aux journaux des correspondances.
Participe par ses chroniques régulières à la revue Triptyque (revue de R. de Brus, éditée de 1927 à 1940, pour le corps médical par les laboratoires Scientia du Dr Perraudin 21 rue Chaptal à Paris),. Dans les rubriques Lettres-Arts-Sciences, il rédigeait sous le pseudonyme de Jean Cabanel des portraits d'auteurs contemporains.
Pendant la Seconde Guerre mondiale, il s’engage rapidement dans la Résistance. Dès le mois de juillet 1940, il rédige un « Petit manuel de dignité » : Les Conseils à l’Occupé. Il le fera suivre en novembre de Propos à l’Occupé puis par des Lettres à François et enfin par La France livrée où il recueille des documents sur la collaboration. Il a participé à la création du mouvement Libération et siégera à partir de 1943 à la commission de la Presse clandestine.
À la Libération, Jean Texcier siège à l’Assemblée consultative. De 1946 à 1948, il est directeur politique de l’hebdomadaire socialiste Gavroche.
Après la guerre, il collabore au quotidien socialiste Nord Matin. Il est l'un des cadres du Comité d'action de la Résistance dans les années 1950.
Il repose au cimetière du Montparnasse division 9.

## Distinctions
- Commandeur de la Légion d'honneur, officier en 1946.
- Croix de guerre 1914–1918
- Croix de guerre 1939–1945
- Médaille militaire

## Œuvres
- Les Conseils à l’Occupé (1940)
- Propos à l’Occupé (1940)
- Lettres à François (1941)
- La France livrée (1941)

### Archives
- Inventaire du fonds d'archives de Jean Texcier conservé à La contemporaine.